# St. Johanneslogen St. Olaus til de tre Søiler

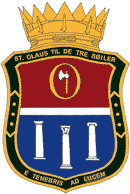
Das Wappen der Loge St. Olaus zu den drei Säulen.

 St. Olaus zu den drei Säulen (norwegisch: St. Johanneslogen St. Olaus til de tre Søiler) ist eine Johannisloge innerhalb des Norwegischen Freimaurerordens (Den Norske Frimurerorden, St. Johannesloge nr. 8). Die Loge wurde am 2. Mai 1903 in Oslo – damals als „Kristiania“ bezeichnet – gegründet und unterliegt den Regeln der Großen Norwegischen Loge (Den Norske Store Landsloge). Ihr Name bezieht sich auf Olav den Heiligen. Die drei Säulen beziehen sich auf einen   Freimaurer-Tempel, diese symbolisieren Weisheit, Stärke und Schönheit. Der lateinische Wahlspruch der Loge lautet:  E Tenebris ad Lucem, norwegisch: Fra Mørket til Lyset, auf Deutsch: Von der Dunkelheit zum Licht.
Die „Søilene“ ist heute die größte St. Johannesloge mit einer Mitgliederzahl von über 1000 Freimaurern. Sie feierte 2003 mit ihrer Schwesterloge, der „Rosene“ St. Johanneslogen St. Olaus til de tre Roser (deutsch: St. Johannisloge St. Olav zu den drei Rosen), ihr hundertjähriges Bestehen. Beide Logen wurden am selben Tag, am 2. Mai 1903 (St Olaus til de tre Søiler 16.00 Uhr und die St. Olaus til de tre Roser - 2h später, um 18.00 Uhr), aus der ältesten norwegischen Freimaurerloge St. Johanneslogen St. Olaus til den hvide Leopard (Sankt Olav zu dem weißen Leoparden) herausgegründet.

## Hochwürdige Meister
| #  | Beruf und Name                                                 | Leben     | Beginn             | Ende               |
| -- | -------------------------------------------------------------- | --------- | ------------------ | ------------------ |
| 1  | Jurist, Beamter und Kammerherr Dr. phil. August Christian Mohr | 1847–1918 | 2. Mai 1903        | 21. Januar 1916    |
| 2  | Arzt und Klinik-Direktor Ingvald Johan Bernhard Berbom         | 1857–1940 | 21. Januar 1916    | 28. September 1921 |
| 3  | Militärpfarrer Kjeld Fredrik Karl Stub                         | 1868–1951 | 28. September 1921 | 21. November 1939  |
| 4  | Rechtsanwalt am norwegischen obersten Gerichtshof Carl Kaas    | 1884–1966 | 21. November 1939  | 24. September 1947 |
| 5  | Staatsanwalt und Havariekommissar Frøystein Halvorsen          | 1891–1982 | 24. September 1947 | 20. Dezember 1950  |
| 6  | Großhändler Iwan Weber Malm                                    | 1887–1960 | 20. Dezember 1950  | 14. Dezember 1955  |
| 7  | Redakteur Bjørn Nicolai Bjørnsen Bunkholdt                     | 1894–1974 | 14. Dezember 1955  | 14. März 1962      |
| 8  | Direktor Trygve Henrik Lindeman                                | 1896–1979 | 14. März 1962      | 19. April 1967     |
| 9  | Zahnarzt Sverre Eystein Holbye                                 | 1910–1977 | 19. April 1967     | 7. März 1973       |
| 10 | Disponent Bjarne Eugen Henriksen                               | 1904–1979 | 7. März 1973       | 12. April 1978     |
| 11 | Redakteur Per Glad                                             | 1918–1997 | 12. April 1978     | 24. Februar 1993   |
| 12 | Direktor Ivar Anstein Skar                                     | 1937–2018 | 24. Februar 1993   | 17. September 2003 |
| 13 | Bauingenieur Sverre Leonard Sivertsen                          | 1934–     | 17. September 2003 | 23. September 2009 |
| 14 | Abteilungsleiter Harald Manheim                                | 1944–     | 23. September 2009 | 23. September 2015 |
| 15 | Schiffsmakler Klaus Peter Tollefsen                            | 1956–     | 23. September 2015 | 18. Dezember 2019  |
| 16 | Chirurg Steinar Kiil                                           | 1961–     | 18. Dezember 2019  |                    |

## Anders Behring Breivik
Der Attentäter der Anschläge von Oslo und Utøya 2011, Anders Behring Breivik, war bis zum Bekanntwerden seiner Tat Mitglied der christlich orientierten Johannes-Freimaurerloge St. Olaus til de tre Søiler, in der er den dritten Grad erworben haben soll.
Der damalige amtierende Großmeister der Norwegischen Freimaurer Ivar A. Skar erklärte nach Bekanntwerden der Täterschaft auf der Homepage der Organisation:  „[…] Nachdem in Medien bekannt wurde, dass der Angeklagte ein Mitglied des norwegischen Ordens der Freimaurer war, wurde er mit sofortiger Wirkung ausgeschlossen.
 Der Ausschluss wurde aufgrund der Handlungen des Beschuldigten beschlossen. Die Werte, die ihm für diese Tat motiviert haben, sind völlig unvereinbar mit dem, für was wir stehen. […] Die Polizei bekommt von uns selbstverständlich alle Unterstützung und Informationen, die sie zur Aufklärung benötigt.“
Der Großmeister der Vereinigten Großlogen von Deutschland, Rüdiger Templin, gab nach Bekanntwerden der Anschläge eine Stellungnahme mit Übersetzung der Erklärung der Großloge von Norwegen ab.

## Bekannte Mitglieder
- Ferdinand Finne (Kunstmaler, 1910–1999)
- Anders Behring Breivik (Attentäter der Anschläge in Norwegen 2011, * 1979)
- Rolv Wesenlund (Komiker, Musikproduzent, Sänger und Schauspieler, 1936–2013)